# Johannes Kaper
Johannes Kaper (født 28. april 1838 i Lindholm, død 17. januar 1905 i København) var en dansk cand.theol., overlærer, leksikograf og politiker.
Johannes Kaper huskes især for sine lærebøger til tysk, dels læsebøger og en grammatik, og dels en ordbog, der blev videreført af hans søn Ernst Kaper. Johannes Kaper var gift med Marianne Petrine Branner.
Kaper-familien stammede fra Bøhmen og hørte trosmæssigt til den sekt, der var grundlagt af reformatoren Johann Huss, men i begyndelsen af Trediveårskrigen måtte de flygte, og de bosatte sig i Barby ved Elben i det nuværende Sachsen-Anhalt, hvor de tilsluttede sig herrnhuterne. For at undgå at blive soldat under napoleonskrigene flygtede Johannes Kapers bedstefar, der var skomagersøn, til Tønder, hvor han slog sig ned som garver og blev gift med en pige fra Ribe. Deres eneste søn, Ernst Lebrecht Kaper, var lærer i Lindholm i Nordfrisland i 51 år, og hér voksede Johannes Kaper op. Johannes Kapers moder var Anna Elisabeth Buffleb, datter af en linnedvæver i Tønder, og bedstefaderen var en kendt slagtermester i Tønder; men hun døde i 1864 efter at have født fem børn. Ernst L. Kaper blev 2. gang gift med en lærerenke fra Risum og 3. gang med en lærerenke fra Læk.
Faderen, Ernst L. Kaper, sluttede sig under de slesvigske krige til de tysksindede slesvig-holstenere, hvorimod Johannes Kaper gennem sin skolegang i Flensborg var blevet dansk præget, og ved udbruddet af krigen 1864 måtte han på grund af sit danske sindelag med kort varsel forlade sin stilling som adjunkt i Flensborg og sin dødssyge kone for over hals og hoved at rejse nordpå.
J. Kaper fik ansættelse som lærer på Metropolitanskolen i København, hvor han virkede til sin død i 1905, og embedet blev overtaget af sønnen Ernst. I 1866 blev han gift for anden gang. På grund af tidens bolignød i København måtte han tage til takke med ganske små lejligheder, først i Borgergade og siden i Larslejsstræde. Disse to steder blev hans to døtre født, og dernæst havde han ved flid arbejdet sig frem til at kunne flytte til Sølvgade 30, hvor sønnen Ernst C. Kaper blev født og voksede op.
J. Kapers børn kom fra 1880 og frem på feriebesøg hos deres farfar i Lindholm, men med de divergerende opfattelser måtte der trædes varsomt, for familiehyggen skulle nødigt ødelægges af nationalitetstvister. Modsætningen mellem dansk og tysk og samarbejdet mellem dansk og tysk og den ganske problemstilling ved to nationaliteters møde i et grænseland, hvor sprog og nationalitet ikke altid følger hinanden, er et svært emne for udenforstående, og det har ofte været genstand for fordomme. Forholdene kan slet ikke forklares for folk, der ikke hører efter, men har deres forudfattede mening. »Hvordan kunne Kaper være så engageret i tyskundervisning, hvis han var dansksindet?« – Her er der nogle, der ser en modsætning; men der er helt reelt ingen modsætning. – Både J. Kaper og sønnen Ernst Kaper var hele livet overordentlig interesseret i det slesvigske spørgsmål, problematikken om Sønderjylland; men i dette årtusind er denne så godt som glemt. 
Kaper var en højtstående frimurer. Han blev Ridder af Dannebrog 1892 og Dannebrogsmand 1900.
Han er begravet på Vestre Kirkegård.
Han er afbildet på portrætmaleri af Malte Engelsted 1884. Litografi af F.Z. 1898. Maleri af Knud Larsen (Frimurerlogen, København). Tegning af P.S. Krøyer. Fotografier.